# Stefan Rutkowski
Stefan Rutkowski (ur. 20 stycznia 1922 w Westerholt – obecnie część Herten, zm. 17 września 2016 w Warszawie) – pedagog, oficer, pułkownik Wojsk Lotniczych i Obrony Przeciwlotniczej Obszaru Kraju, a następnie Wojsk Obrony Powietrznej Kraju w czasach Polskiej Rzeczypospolitej Ludowej, były zastępca członka Trybunału Stanu.

## Życiorys
Od 1945 służył w ludowym Wojsku Polskim. Pełnił wiele odpowiedzialnych stanowisk, był m.in. zastępcą dowódcy pułku lotniczego, zastępcą dowódcy 7 dywizji lotnictwa myśliwskiego w Krakowie, zastępcą komendanta Technicznej Szkoły Wojsk Lotniczych w Oleśnicy, zastępcą szefa i p.o. szefa Zarządu Politycznego Wojsk Obrony Powietrznej Kraju. Był członkiem Rady Młodzieżowej WP oraz przewodniczącym Rady Młodzieżowej Wojsk Obrony Powietrznej Kraju. W latach 1974–1975 pełnił służbę w ramach Międzynarodowej Komisji Kontroli i Nadzoru (International Commission of Control and Supervision) w Wietnamie. Był szefem międzynarodowych sił stacjonujących w mieście Đà Nẵng nad Morzem Południowochińskim.
Następnie pełnił funkcję zastępcy szefa Zarządu w Instytucjach Centralnych MON. W latach 1981–1986 przewodniczący Komisji Kontroli Partyjnej WP. W latach 1982–1985 był zastępcą członka Trybunału Stanu. W 1987 roku przeszedł w stan spoczynku.

## Odznaczenia i wyróżnienia
- Krzyż Komandorski Orderu Odrodzenia Polski
- Krzyż Oficerski Orderu Odrodzenia Polski
- Krzyż Kawalerski Orderu Odrodzenia Polski
- Złoty Krzyż Zasługi
- Srebrny Krzyż Zasługi
- Medal ONZ „In the Service of Peace”
- Odznaka „Zasłużony Działacz Kultury” (1967)[3]
- Złota Odznaka Kół Młodzieży Wojskowej
- Wpis do „Honorowej Księgi Czynów Żołnierskich” (1984)

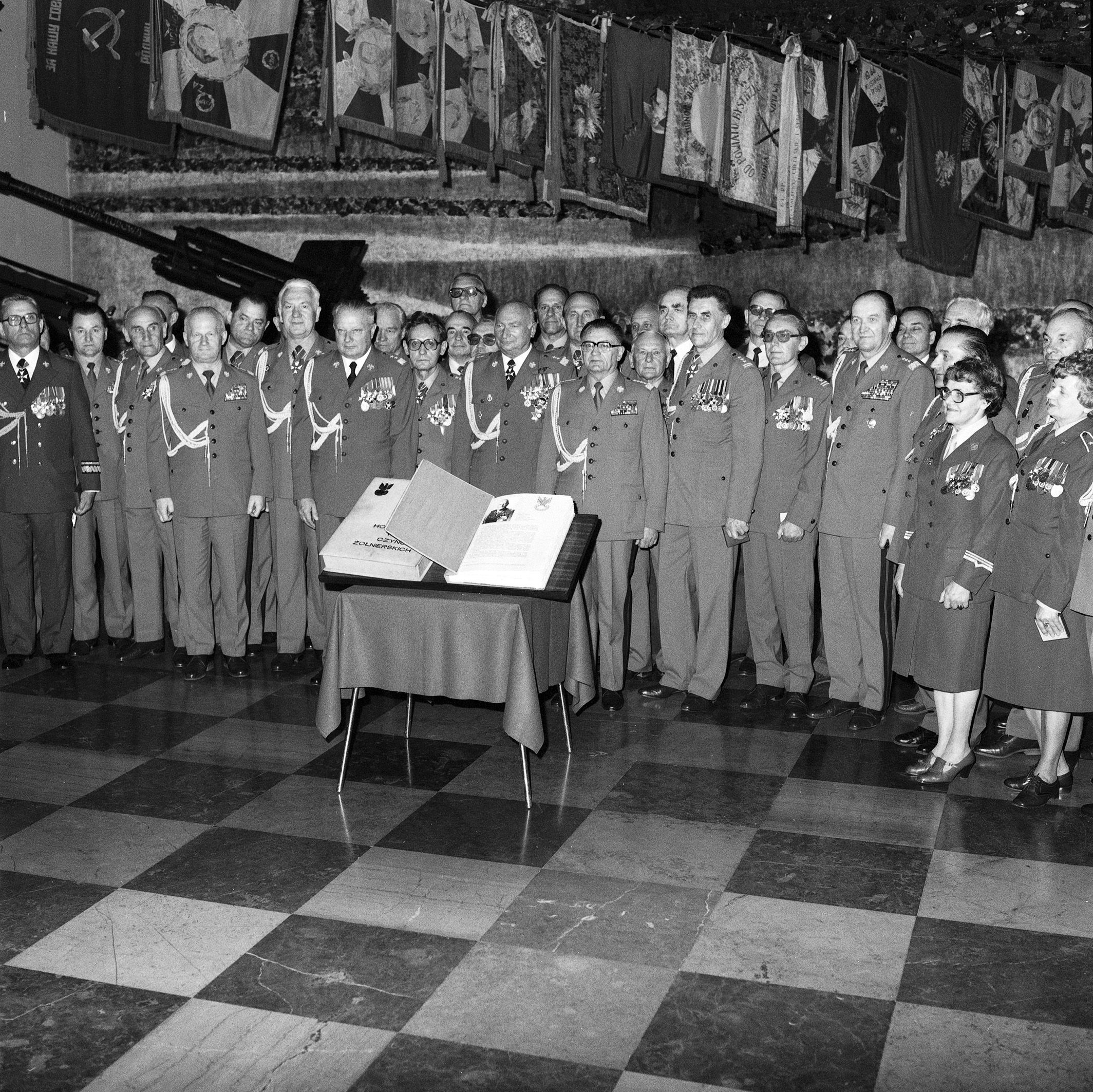
Spotkanie kierownictwa MON ze wszystkimi generałami, oficerami i żołnierzami WP wpisanymi do Honorowej Księgi Czynów Żołnierskich od czasu jej ustanowienia z okazji 40-lecia Zwycięstwa, Sala Zwycięstwa Muzeum Wojska Polskiego, 9 maja 1985 r. Od lewej: kontradmirał Aleksy Parol, gen. broni Józef Użycki, gen. bryg. Marian Pasternak, gen. broni Józef Baryła, gen. bryg. Henryk Kondas, gen. bryg. Władysław Jura, gen. dyw. Wiesław Wojciechowski, NN, gen. dyw. pil. Roman Paszkowski, gen. armii Florian Siwicki, płk Henryk Gradzik, płk Roman Leś, płk Tadeusz Bieniasz, NN, gen. broni Mieczysław Obiedziński, płk Stefan Rutkowski, płk prof. Stanisław Barański i inni

- wiele innych odznaczeń